# Уйвайка
Уйвайка,Увайка — река в Удмуртии, протекает в Якшур-Бодьинском и Увинском районах. Устье реки находится в 99 км по правому берегу реки Ува. Длина реки составляет 15 км, площадь водосборного бассейна 69,6 км².
Исток реки находится западнее деревни Алгазы и в 8 км к юго-востоку от села Старые Зятцы. Река течёт на юго-запад по лесному массиву, протекает несколько нежилых деревень. Крупнейший приток — Порвал (левый). Впадает в Уву северо-западнее деревни Тюлькино-Пушкари.

## Данные водного реестра
По данным государственного водного реестра России относится к Камскому бассейновому округу, водохозяйственный участок реки — Вятка от водомерного поста посёлка городского типа Аркуль до города Вятские Поляны, речной подбассейн реки — Вятка. Речной бассейн реки — Кама.
По данным геоинформационной системы водохозяйственного районирования территории РФ, подготовленной Федеральным агентством водных ресурсов:
- Код водного объекта в государственном водном реестре — 10010300512111100039382
- Код по гидрологической изученности (ГИ) — 111103938
- Код бассейна — 10.01.03.005
- Номер тома по ГИ — 11
- Выпуск по ГИ — 1